# Oedipina paucidentata
Oedipina paucidentata ist eine extrem seltene oder bereits ausgestorbene Salamanderart aus Costa Rica.

## Merkmale
Die Alttiere erreichten eine Gesamtlänge zwischen 100 und 139 mm. Die adulten Männchen hatten eine Standardlänge von 44 bis 52 mm, die adulten Weibchen eine Standardlänge von 41 bis 62 mm. Die Schwanzlänge nahm 59 bis 66 Prozent, die Kopfbreite 7,5 bis 9,5 Prozent, die Beinlänge 7,8 bis 10,1 Prozent und die Fußbreite 1,8 bis 2,4 Prozent der Gesamtlänge ein. Der Körper war sehr schlank und die Beine waren sehr kurz. Der Kopf war sehr schmal, die Schnauze war kurz und abgerundet. Augen, Hände und Füße waren sehr klein. Es gab 14 bis 43 Zähne im Oberkiefer. Die Anzahl der Zähne am Pflugscharbein betrug 10 bis 23. Der Rumpf war mit 12 ½ bis 15 Rippenfurchen zwischen den abgeflachten Gliedmaßen segmentiert. Die Oberseite war grauschwarz, die Unterseite grau.

## Lebensraum und Lebensweise
Oedipina paucidentata bewohnte feuchte, montane Regenwälder in Höhenlagen bis 2286 m. Er hatte eine heimliche und vermutlich teilweise ans Graben angepasste Lebensweise. Die kleinste gefundene Jungtier hatte eine Standardlänge von 28 mm.

## Status
Oedipina paucidentata ist nur von der Typuskollektion bekannt, die Edward Harrison Taylor 1951 und 1952 nahe Cartago in der äußersten nördlichen Cordillera de Talamanca in der Zentralregion von Costa Rica zusammentrug. Die IUCN stuft ihn in die Kategorie „vom Aussterben bedroht“ (critically endangered) ein.